# Sancy (diamante)
El Sancy o gran Sancy  es un diamante blanco de 55,23 quilates, descubierto en la India probablemente en el siglo XV.

## Historia
Un libro de educación infantil publicado en 1887  lo nombra como el primer diamante tallado portado por un príncipe, Carlos el Temerario. Este lo pierde en la batalla de Morat en 1476. Vendido por un florín por un mercenario suizo que lo encontró, pasó de mano en mano hasta llegar a Portugal, donde apareció censado en las joyas del rey en 1489.
El diamante fue vendido más tarde por una suma de setenta mil libras, a un caballero francés en 1570, Nicolas Harlay, señor de Sancy y barón de Maule, que más tarde se convertiría en superintendente de finanzas del rey Enrique IV de Francia. Nicolas Harlay trató de venderlo en Francia a diferentes aristócratas, ya que el rey rehusó a adquirirlo debido a su precio demasiado elevado. Vicente I Gonzaga de Mantua intentó varias veces comprarlo en vano.
El diamante fue enviado a Londres con el hermano de Nicolas Harlay, él cual consiguió finalmente en 1604 venderlo al rey Jacobo. En 1605, el diamante fue mencionado en el inventario de las joyas de la Corona británica como «un diamante de ensueño, tallado en facetas, comprado a Sancy».
Fue vendido a duque de Epernon en diciembre de 1647. Y posteriormente fue comprado por el cardenal Mazarino en 1657 a través de Colbert que actuó como apoderado.
Mazarino en su el testamento legó el Sancy, junto con otros diecisiete diamantes, a Luis XIV en 1661. En el testamento aparece valorado por 600 000 libras. Este legado era una contribución para que Luis XIV aceptase que el resto de la fortuna del cardenal, la cual el rey juzgaba «adquirida ilegalmente», pudiera ser transmitida a sus herederos.
Antes de la adquisición del Regente en 1717 por Felipe de Orleans, el Sancy era considerado el diamante más bello de Europa. Fue engastado sobre la corona de Luis XV en 1722, formando el centro de la flor de lis, y en la de Luis XVI en 1774. El diamante fue robado con otras joyas de la Corona de Francia en 1792, pero recobrado en 1794.
Después pasó por las manos de varios propietarios: españoles, rusos (en 1828 fue vendido al príncipe ruso Demidov por 100 000 francos), hindúes (sir Jamsetjee Jejeebhoy lo compra por 100 000 dólares) y estadounidenses (William Waldorf Astor). Fue llevado por la nuera de Astor, lady Astor, hasta su fallecimiento en 1964.
Forma parte de las colecciones del Museo del Louvre desde 1979, habiendo sido comprado tres años antes por el museo por un millón de francos. Actualmente está expuesto en la galería de Apolo del museo, reservada a las joyas de la Corona de Francia.